# Объект Ханни

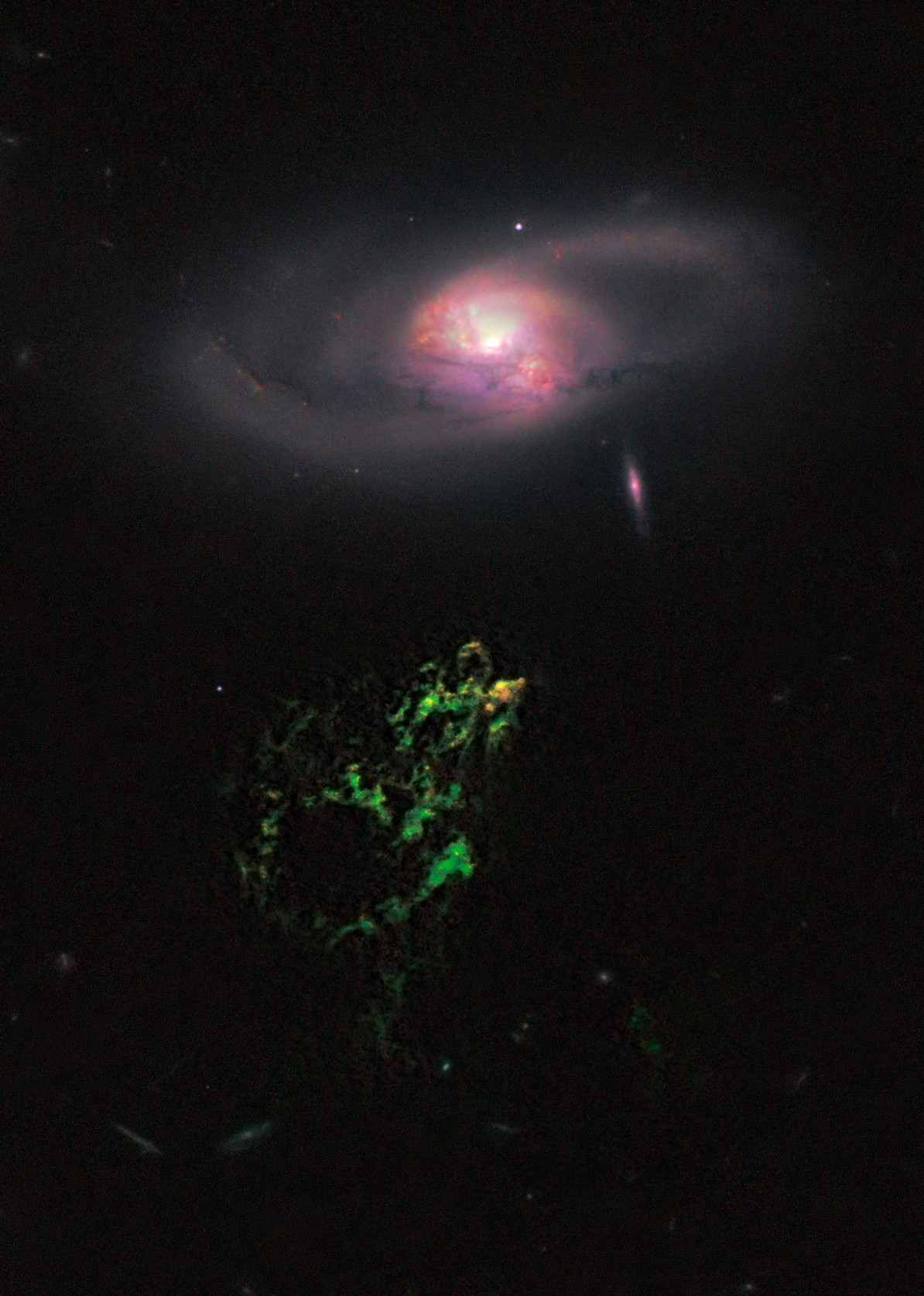
Объект Ханни и IC 2497.

Объект Ханни (нидерл. Hanny's Voorwerp) — астрономический объект неизвестного типа в созвездии Малого Льва. Был обнаружен в 2007 году нидерландской школьной учительницей Ханни ван Аркел в ходе участия в интернет-проекте Galaxy Zoo. На фотоснимке он похож на яркую зелёную кляксу вблизи спиральной галактики IC 2497.

## Описание
Первый нечёткий снимок был сделан 2,5-метровым телескопом «Исаак Ньютон» (Isaac Newton Telescope) на Канарских островах. Более чёткое изображение получено путём объединения данных с телескопа Хаббл и данных с телескопа WIYN в Китт-Пик (штат Аризона, США). Экспозиции на ACS сделаны 12 апреля 2010, а WFC3 — 4 апреля 2010 года.
На иллюстрации объект окрашен в зелёный — ложный цвет, который обычно используется для отображения линий спектра излучения кислорода.
Объект находится на том же расстоянии от Земли, что и соседняя галактика — около 650 млн световых лет.
По размеру он сравним с нашей Галактикой и имеет в центре огромное отверстие — более 16 000 световых лет в поперечнике.
Радионаблюдения показали, что из центра галактики IC 2497 происходит отток газа, который взаимодействует с ближайшей к ней частью объекта Ханни, в результате чего образуются новые звёзды. Самым молодым из них несколько миллионов лет.

## Гипотезы
Точная природа объекта на данный момент неизвестна. Не исключено, что данный объект является остатком небольшой галактики. Также возможно, что объект является потоком вещества, вырванного из IC 2497 пролетавшей мимо галактикой.
Отдельные области объекта ионизированы мощным излучением, источник которого не установлен. Возможно, что это была вспышка квазара в ядре IC 2497, которая произошла некоторое время назад, но вызванное ей свечение ещё наблюдается, поскольку свету необходимо несколько десятков тысяч лет, чтобы дойти от IC 2497 до объекта Ханни (эффект светового эха).
По другой версии, свечение вызвано взаимодействием релятивистских джетов, испускаемых чёрной дырой, находящейся в центре IC 2497, с газом, окружающим галактику.

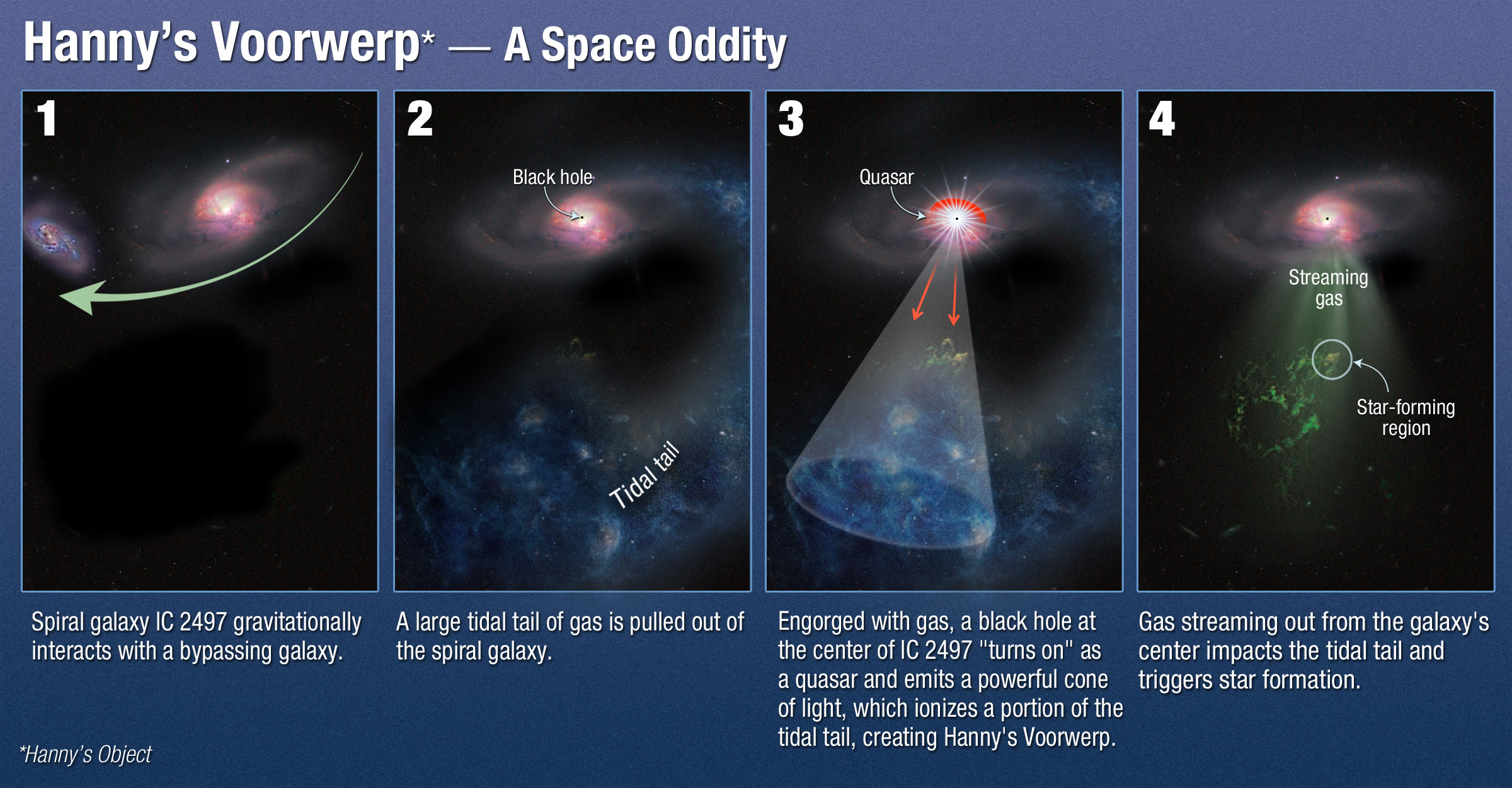

## Дальнейшее изучение
Voorwerp и соседние галактики являются объектами активных астрофизических исследований. Организованы наблюдения за IC 2497 с космических рентгеновских телескопов XMM-Newton и Suzaku.